# المزيفون (رواية)
المزيّفون (بكسر الياء) (بالفرنسية: Les Faux-Monnayeurs) هي رواية فرنسية من تأليف الكاتب الفرنسي أندريه جيد الفائز بجائزة نوبل للأدب سنة 1947، نشرت عام 1925م في المجلة الفرنسية (جبهة الخلاص الوطني). ترجمها الى العربية يحيى سعد ونشرت النسخة المترجمة آفاق للنشر والتوزيع.تقع الرواية في حوالي 504 صفحة

## نبذة عن الرواية
تتناول الرواية حياة مجموعة من الشباب الفرنسيين، وتُسلط الضوء على صراعاتهم النفسية والاجتماعية، خاصة في ما يتعلق بالهوية، العلاقات، والتمرد على القيم التقليدية. تتميز الرواية ببنية سردية مبتكرة، حيث يستخدم جيد تقنية ما وراء القص من خلال إدخال شخصية كاتب داخل الرواية يكتب رواية تحمل نفس العنوان، مما يخلق طبقات سردية متعددة. كما تُوظف قضية تزوير العملة كرمز للتزييف الأخلاقي والاجتماعي، وتتناول موضوعات مثل الحرية الفردية، المثلية، النفاق الاجتماعي، والتربية، بأسلوب فلسفي وتأملي

## شخصيات الرواية
- برنار بروفانسان: شاب متمرد يكتشف أن والده الحقيقي ليس من ربّاه، فيقرر الهروب من المنزل، ويجسد صراع الهوية والبحث عن الحقيقة.
- أوليفييه مولان: صديق برنار المقرب، يعيش في ظل علاقات متوترة مع أسرته، ويُلمّح الكاتب إلى ميوله المثلية، مما يفتح بابًا للنقاش حول الحرية الشخصية.
- إدوار: عم أوليفييه وكاتب داخل الرواية، يُخطط لكتابة رواية بعنوان المزيفون، وهو تجسيد لفكرة ما وراء القص، حيث يعلّق على الأحداث ويشارك في صنعها.
- فنسنت: شاب آخر من المجموعة، يتورط في قضية تزوير العملة، مما يربط بين العنوان الرمزي للرواية والواقع الأخلاقي للشخصيات.
- لورا: والدة أوليفييه، امرأة متسلطة، تمثل القيم التقليدية التي يحاول الشباب التحرر منها.
- روجيه بروفانسان: والد برنار بالتبني، ينهار أمام اكتشافات برنار ويعكس صورة الأب التقليدي الذي يفقد سلطته.

## اقتباسات من الرواية
"إننا نحكم بأن شهوات الآخرين مفرطة إن كنا لا نشاطرها." تعبير عن الأحكام الأخلاقية النسبية التي يطلقها الناس بناءً على تجاربهم الشخصية.
"الكسل أجهل ما نجهل من شهواتنا، وهو أفتكها وأختلها رغم أن عنفه لا يُحس ومضاره خفية جدًّا." وصف فلسفي للكسل باعتباره قوة خفية تُعيق الإرادة وتشل العزيمة.
"وأعتقد أن سبب حزنكِ... هو أن الحياة قد جزأتكِ. إنكِ لم تعرفي الحب إلا وأنتِ مشتتة." اقتباس موجّه إلى شخصية لورا، يعكس فكرة التمزق الداخلي وعدم اكتمال التجربة العاطفية .

"في تسع حالات من عشر، يكون الزوج الذي يتنازل عن سيطرته لزوجته، قد ارتكب شيئًا يشعر معه بأنه في حاجة إلى صفحها عنه." نقد اجتماعي للعلاقات الزوجية المبنية على الشعور بالذنب والتنازل.

## أسلوب الرواية
تتميّز رواية المزيفون لأندريه جيد بأسلوب سردي حداثي يجمع بين تعدد وجهات النظر وكسر البنية التقليدية للرواية، حيث يستخدم الكاتب تقنية "الرواية داخل الرواية" من خلال شخصية إدوار الذي يكتب رواية تحمل نفس الاسم، مما يخلق طبقات سردية متداخلة. كما يعتمد جيد على السرد غير الخطي، وتداخل الأصوات السردية، وتوظيف المونولوج الداخلي، مما يمنح الرواية طابعًا تجريبيًا يعكس التوترات النفسية والاجتماعية للشخصيات. ويُعد هذا الأسلوب انعكاسًا لفلسفة جيد في البحث عن الحقيقة الأدبية بعيدًا عن القوالب الجاهزة، مما جعل الرواية نموذجًا مبكرًا لأدب ما بعد الحداثة في فرنسا.

## المثلية في الرواية
تُعد الرواية من أبرز أعمال الأدب الفرنسي الحداثي، وتتناول موضوعات الهوية، النفاق الاجتماعي، والحرية الشخصية، بما في ذلك المثلية الجنسية، التي تُطرح عبر علاقة عاطفية ضمنية بين شخصيتي أوليفيه وإدوار. يُجسد إدوار شخصية الكاتب نفسه، ويعكس الصراع الداخلي المرتبط بالهوية الجنسية في مجتمع محافظ، حيث يتناول جيد هذه المسائل بصراحة أدبية نادرة في زمنه، مما جعل الرواية علامة فارقة في معالجة التابوهات في الأدب الأوروبي، ومساهمة مهمة في تطور السرد الروائي من خلال تعدد وجهات النظر والتجريب البنيوي.

## وصلات خارجية
- المزيفون على موقع الموسوعة البريطانية (الإنجليزية)

- أندريه جيد وأعماله - المعرفة
- الأدب الفرنسي .. موضوع شامل (روسيا اليوم)